# Stazione di Carmiano-Magliano
La stazione di Carmiano-Magliano è una stazione ferroviaria al servizio del comune di Carmiano e della relativa frazione, Magliano. Posta sulla linea Novoli-Gagliano del Capo. Gestita dalle Ferrovie del Sud Est, è entrata in servizio nel 1907, assieme al tronco Novoli-Nardò della linea Novoli-Gagliano del Capo.

## Servizi
La stazione dispone di:
- Biglietteria a sportello e automatica
- Servizi igienici
- Area per l'attesa
- Parcheggio di scambio
- Accessibilità per portatori di handicap
- Fermata autolinee extraurbane

## Movimento
La stazione è servita dai treni regionali svolti dalle Ferrovie del Sud Est nella relazione Lecce - Gagliano Leuca via le linee 2 e 3.